# Jean-Marie Ragon
Pour les articles homonymes, voir Ragon.
Jean-Marie Ragon de Bettignies, né le 25 février 1781 à Bray-sur-Seine et mort le 22 mars 1862 à Paris est un franc-maçon, auteur et éditeur français.

## Biographie
Né à Bray-sur-Seine d'un père notaire, il est initié à la franc-maçonnerie en 1804 à Bruges où ses fonctions de caissier dans l'administration impériale l'ont amené. Il est un des collaborateurs chargés de l'examen critique des dictionnaires dans le Journal grammatical et publie une méthode de lecture. Il est également l'éditeur de la première revue maçonnique française, Hermes.

## Personnage maçonnique
Jean-Marie Ragon est initié à la loge « Les amis du Nord » à Bruges, alors faisant partie d'un département français. Il appartient également à la loge « Le Phœnix » du Grand Orient de France et au Rite de Misraïm, ainsi qu'à l'Ordre du Temple de Bernard-Raymond Fabré-Palaprat. Il fonde et préside la célèbre loge parisienne « Les Vrais Amis », devenue ensuite « Les Trinosophes », qui jouit grâce à lui d'une certaine célébrité, ainsi que le chapitre et l'aréopage s'y rattachant. Il occupe le poste de vénérable maître de cette loge pendant plusieurs années, à compter de 1817. Son départ en Amérique en 1820 semble avoir marqué la fin de sa carrière maçonnique.

## Publications
Il est l'auteur de nombreux ouvrages maçonniques qui eurent une large influence :
- Cours philosophique et interprétatif des initiations anciennes et modernes (1840) (disponible sur Gallica) ;
- De la maçonnerie occulte et de l'initiation hermétique (1853), Maison de vie éditeur, 2009, 171 p. ;
- Rituel d'Apprenti (1859), Éditions du Prieuré, 1992, 108 p. ;
- Rituel de Compagnon (1859), Éditions du Prieuré, 1992, 69 p. ;
- Rituel du Maître (1859), Éditions du Prieuré, 1992, 80 p. ;
- Orthodoxie maçonnique (1853), Cercle des amis de la Bibliothèque initiatique, 1972, 414 p. ;
- Rituel d'une pompe funèbre maçonnique, Equinoxis, 2014, 21 p. ;
- Rituel de la maçonnerie forestière (1860), Editions du Prieuré, 1993, 48 p. ;
- peut-être Le Livre rouge, Lavigne, 1842, 144 p.